# Telamonia masinloc
Telamonia masinloc är en spindelart som beskrevs av Barrion, Litsinger 1995. Telamonia masinloc ingår i släktet Telamonia och familjen hoppspindlar. Inga underarter finns listade i Catalogue of Life.